# 410P/NEAT-LINEAR
410P/NEAT-LINEAR è una cometa periodica appartenente alla famiglia delle comete gioviane.

## Scoperta
La scoperta di questa cometa è stata alquanto travagliata: scoperta inizialmente il 19 novembre 2003 fu ritenuta un asteroide ed in quanto tale denominata 2003 WR168 , il 2 febbraio 2005 fu riscoperta, ritenuta nuovamente un asteroide e nuovamente come tale denominata, 2005 CR16 , infine riscoperta il 16 novembre 2020, questa volta come cometa : poiché la cometa era stata già osservata al precedente perielio è stata numerata senza dover attendere il successivo perielio.